# WTA Challenger Valencia
Das WTA Challenger Valencia (offiziell: BBVA Open Internacional de Valencia) ist ein Tennisturnier der WTA Challenger Series, das seit 2022 in der spanischen Stadt Valencia auf dem Gelände des Valencia Tennis Club ausgetragen wird.

## Siegerliste

### Einzel
| Jahr | Siegerin            | Finalgegnerin         | Ergebnis      |
| ---- | ------------------- | --------------------- | ------------- |
| 2022 | Zheng Qinwen        | Wang Xiyu             | 6:4, 4:6, 6:3 |
| 2023 | Mayar Sherif        | Marina Bassols Ribera | 6:3, 6:3      |
| 2024 | Ann Li              | Wiktorija Tomowa      | 6:3, 6:4      |
| 2025 | Nuria Párrizas Díaz | Louisa Chirico        | 7:5, 7:69     |

### Doppel
| Jahr | Siegerinnen                          | Finalgegnerinnen                          | Ergebnis         |
| ---- | ------------------------------------ | ----------------------------------------- | ---------------- |
| 2022 | Aliona Bolsova Rebeka Masarova       | Alexandra Panowa Arantxa Rus              | 6:0, 6:3         |
| 2023 | Aliona Bolsova Andrea Gámiz          | Angelina Gabujewa Irina Chromatschowa     | 6:4, 4:6, [10:7] |
| 2024 | Katarzyna Piter Fanny Stollár        | Angelica Moratelli Renata Zarazúa         | 6:1, 4:6, [10:8] |
| 2025 | Marija Kosyrewa Iryna Schymanowitsch | Yvonne Cavalle-Reimers Ángela Fita Boluda | 6:3, 6:4         |